# Адмірал флоту (Велика Британія)

Погон адмірала флоту Королівського ВМФ Великої Британії

Нарукавний шеврон адмірала флоту Королівського військово-морського флоту Великої Британії

Адмірал флоту (англ. Admiral of the Fleet (Royal Navy) — найвище військове звання адміралітету в Королівському ВМФ Великої Британії в мирний час. Військове звання адмірал флоту вище за звання адмірала та дорівнює званням маршала Королівських повітряних сил та фельдмаршала.

## Список адміралів флоту Великої Британії
| Присвоєне         | Зображення | Ім'я                        | Д. Н.              | Д. С.             |
| ----------------- | ---------- | --------------------------- | ------------------ | ----------------- |
| 1688              |            | Джордж Леґґе                | 1647               | 25 жовтня 1691    |
| 1690              |            | Едвард Рассел               | 1652               | 26 листопада 1727 |
| 1696              |            | Джордж Рук                  | 1650               | 24 січня 1709     |
| 13 січня 1705     |            | Клаудеслі Шовелл            | листопад 1650      | 22 жовтня 1707    |
| 8 січня 1708      |            | Джон Лік                    | 4 липня 1656       | 21 серпня 1720    |
| 21 грудня 1708    |            | Стефорд Фейрборн            | 1666               | 11 листопада 1742 |
| 12 листопада 1709 |            | Метью Ейлмер                | 1650               | 18 серпня 1720    |
| 14 березня 1718   |            | Джордж Бінг                 | 27 січня 1663      | 17 січня 1733     |
| 20 лютого 1734    |            | Джон Норріс                 | 1670               | 13 червня 1749    |
| 1 липня 1749      |            | Шалонер Оґл                 | 1681               | 11 квітня 1750    |
| 22 листопада 1751 |            | Джеймс Стюарт               | 1690               | 30 березня 1757   |
| березень 1757     |            | Клінтон Джордж              | 1686               | 10 липня 1761     |
| 30 липня 1761     |            | Джордж Енсон                | 23 квітня 1697     | 6 червня 1762     |
| 17 грудня 1762    |            | Вільям Роулі                | 1690               | 1 січня 1768      |
| 15 січня 1768     |            | Едвард Гок                  | 21 лютого 1705     | 16 жовтня 1781    |
| 24 жовтня 1781    |            | Джон Форбс                  | 17 липня 1714      | 10 березня 1796   |
| 12 березня 1796   |            | Річард Гау                  | 8 березня 1726     | 5 серпня 1799     |
| 16 вересня 1799   |            | Пітер Паркер                | 1721               | 21 грудня 1811    |
| 24 грудня 1811    |            | Герцог Кларенс й Сен-Ендрюс | 21 серпня 1765     | 20 червня 1837    |
| 29 січня 1820     |            | Джон Джервіс                | 9 січня 1735       | 13 березня 1823   |
| 28 червня 1830    |            | Вільям Пір Вільям-Фрімен    | 6 січня 1742       | 11 лютого 1832    |
| 22 липня 1830     |            | Джеймс Ґамб'єр              | 13 жовтня 1756     | 19 квітня 1833    |
| 22 липня 1830     |            | Чарльз Моріс Пол            | 18 січня 1757      | 6 вересня 1830    |
| 24 квітня 1833    |            | Чарльз Едмунд Ньюджент      | 1759               | 7 січня 1844      |
| 8 січня 1844      |            | Джеймс Гокінс-Вітшед        | 1762               | 16 жовтня 1849    |
| 9 листопада 1846  |            | Джордж Мартін               | 1764               | 28 липня 1847     |
| 13 жовтня 1849    |            | Томас Бім Мартін            | 25 липня 1773      | 25 жовтня 1854    |
| 1 липня 1851      |            | Джордж Кокберн              | 22 квітня 1772     | 19 серпня 1853    |
| 8 грудня 1857     |            | Чарльз Огл                  | 24 травня 1775     | 16 червня 1858    |
| 25 червня 1858    |            | Джон Вест                   | 28 липня 1774      | 18 квітня 1862    |
| 20 травня 1862    |            | Вільям Голл Гейдж           | 2 жовтня 1777      | 4 січня 1864      |
| 10 листопада 1862 |            | Грем Гамонд                 | 30 грудня 1779     | 20 грудня 1862    |
| 27 квітня 1863    |            | Францис Остен               | 23 квітня 1774     | 10 серпня 1865    |
| 27 квітня 1863    |            | Вільям Паркер               | 1 грудня 1781      | 13 листопада 1866 |
| 11 січня 1864     |            | Луціус Кертіс               | 3 червня 1786      | 14 січня 1869     |
| 12 вересня 1865   |            | Томас Джон Корен            | 5 лютого 1789      | 19 жовтня 1872    |
| 30 листопада 1866 |            | Джордж Сеймур               | 17 вересня 1787    | 20 січня 1870     |
| 30 січня 1868     |            | Джеймс Гордон               | 6 жовтня 1782      | 8 січня 1869      |
| 15 січня 1869     |            | Вільям Боулз                | 25 травня 1780     | 2 липня 1869      |
| 3 липня 1869      |            | Джордж Сарторіус            | 9 серпня 1790      | 13 квітня 1885    |
| 21 січня 1870     |            | Фейрфакс Морсбі             | 29 листопада 1786  | 21 січня 1877     |
| 20 жовтня 1872    |            | Г'юстон Стюарт              | 3 серпня 1791      | 10 грудня 1875    |
| 11 грудня 1875    |            | Прово Волліс                | 12 квітня 1791     | 13 лютого 1892    |
| 22 січня 1877     |            | Генрі Кодрінгтон            | 17 серпня 1808     | 4 серпня 1877     |
| 5 серпня 1877     |            | Генрі Кеппел                | 14 червня 1809     | 17 січня 1904     |
| 27 грудня 1877    |            | Томас Мейтленд              | 3 лютого 1803      | 1 вересня 1878    |
| 27 грудня 1877    |            | Джордж Манді                | 19 квітня 1805     | 23 грудня 1884    |
| 15 червня 1879    |            | Джеймс Гоуп                 | 3 березня 1808     | 9 червня 1881     |
| 15 липня 1879     |            | Томас Саймондс              | 31 жовтня 1813     | 14 листопада 1894 |
| 10 червня 1881    |            | Александер Мілн             | 10 листопада 1806  | 29 грудня 1896    |
| 1 грудня 1881     |            | Чарльз Елліот               | 12 грудня 1818     | 21 травня 1895    |
| 29 квітня 1885    |            | Альфред Райдер              | 27 червня 1820     | 30 квітня 1888    |
| 18 липня 1887     |            | Принц Уельський             | 9 листопада 1841   | 6 травня 1910     |
| 1 травня 1888     |            | Джофрі Горнбі               | 10 лютого 1825     | 3 березня 1895    |
| 8 грудня 1888     |            | Джон Гей                    | 23 серпня 1827     | 4 травня 1916     |
| 2 серпня 1889     |            | Вільгельм II                | 27 січня 1859      | 4 червня 1941     |
| 13 лютого 1892    |            | Джон Едмунд Коммерелл       | 13 січня 1829      | 21 травня 1901    |
| 3 червня 1893     |            | Принц Единбурзькій          | 6 серпня 1844      | 30 липня 1900     |
| 20 лютого 1895    |            | Річард Мід                  | 3 жовтня 1832      | 4 серпня 1907     |
| 23 серпня 1897    |            | Ельгернон Лайонз            | 30 серпня 1833     | 9 лютого 1908     |
| 29 листопада 1898 |            | Фредерік Річардс            | 30 листопада 1833  | 28 вересня 1912   |
| 13 січня 1899     |            | Новелл Сальмон              | 20 лютого 1835     | 14 лютого 1912    |
| 3 жовтня 1902     |            | Джеймс Ерскін               | 2 грудня 1838      | 25 липня 1911     |
| 30 серпня 1903    |            | Чарльз Фредерік Готам       | 20 березня 1843    | 22 березня 1925   |
| 16 червня 1904    |            | Вальтер Керр                | 28 вересня 1839    | 12 травня 1927    |
| 20 лютого 1905    |            | Едвард Гобарт Сеймур        | 30 квітня 1840     | 2 березня 1929    |
| 5 грудня 1905     |            | Джон Арбетнот Фішер         | 25 січня 1841      | 10 липня 1920     |
| 1 березня 1907    |            | Артур Вільсон               | 4 березня 1842     | 25 травня 1921    |
| 11 червня 1908    |            | Микола II                   | 6 (18) травня 1868 | 17 липня 1918     |
| 2 грудня 1908     |            | Джерард Ноель               | 5 березня 1845     | 23 травня 1918    |
| 27 січня 1910     |            | Принц Генріх Прусський      | 14 серпня 1862     | 20 квітня 1929    |
| 30 квітня 1910    |            | Артур Далрімпл Фаншау       | 2 квітня 1847      | 21 січня 1936     |
| 6 травня 1910     |            | Георг V                     | 3 червня 1865      | 20 січня 1936     |
| 20 березня 1913   |            | Вільям Мей                  | 31 липня 1849      | 7 жовтня 1930     |
| 5 березня 1915    |            | Гедворт Мю                  | 5 липня 1856       | 20 вересня 1929   |
| 2 квітня 1917     |            | Джордж Каллаган             | 21 грудня 1852     | 23 листопада 1920 |
| 3 квітня 1919     |            | Джон Рашворт Джелліко       | 5 грудня 1859      | 20 листопада 1935 |
| 3 квітня 1919     |            | Девід Бітті                 | 17 січня 1871      | 11 березня 1936   |
| 31 липня 1919     |            | Генрі Джексон               | 21 січня 1855      | 14 грудня 1929    |
| 1 листопада 1919  |            | Росслін Вемісс              | 12 квітня 1864     | 24 травня 1933    |
| 24 листопада 1920 |            | Сесіль Берні                | 15 травня 1858     | 5 червня 1929     |
| 5 липня 1921      |            | Доветон Старді              | 9 червня 1859      | 7 травня 1925     |
| 22 серпня 1921    |            | Людвіг Александр Баттенберг | 24 травня 1854     | 11 вересня 1921   |
| 31 липня 1924     |            | Чарльз Мадден               | 5 вересня 1862     | 5 червня 1935     |
| 8 травня 1925     |            | Сомерсет Гоф-Кальторп       | 23 грудня 1864     | 27 липня 1937     |
| 24 листопада 1925 |            | Джон де Робек               | 10 червня 1862     | 20 січня 1928     |
| 21 січня 1928     |            | Олівер Френсіс Генрі        | 22 січня 1865      | 15 жовтня 1965    |
| 31 липня 1929     |            | Осмонд Брок                 | 5 січня 1869       | 15 жовтня 1947    |
| 8 травня 1930     |            | Роджер Кіз                  | 4 жовтня 1872      | 26 грудня 1945    |
| 21 січня 1933     |            | Фредерік Філд               | 18 квітня 1871     | 24 жовтня 1945    |
| 31 липня 1934     |            | Реджинальд Тайрвітт         | 10 травня 1870     | 30 травня 1951    |
| 8 травня 1935     |            | Ерні Чатфілд                | 27 вересня 1873    | 15 листопада 1967 |
| 21 січня 1936     |            | Едуард VIII                 | 23 червня 1894     | 28 травня 1972    |
| 12 липня 1936     |            | Джон Келлі                  | 13 липня 1871      | 4 листопада 1936  |
| 11 грудня 1936    |            | Георг VI                    | 14 грудня 1895     | 6 лютого 1952     |
| 21 січня 1938     |            | Вільям Бойл                 | 30 листопада 1873  | 19 квітня 1967    |
| 7 липня 1939      |            | Роджер Бекгауз              | 24 листопада 1878  | 15 липня 1939     |
| 31 липня 1939     |            | Дадлі Паунд                 | 29 серпня 1877     | 21 жовтня 1943    |
| 8 травня 1940     |            | Чарльз Форбс                | 22 листопада 1880  | 28 серпня 1960    |
| 21 січня 1943     |            | Ендрю Браун Каннінгем       | 7 січня 1883       | 12 червня 1963    |
| 22 жовтня 1943    |            | Джон Тові                   | 7 березня 1885     | 12 січня 1971     |
| 8 травня 1945     |            | Джеймс Сомервілль           | 17 липня 1882      | 19 березня 1949   |
| 21 січня 1948     |            | Джон Генрі Каннінгем        | 13 квітня 1885     | 13 грудня 1962    |
| 22 жовтня 1948    |            | Брюс Фрезер                 | 5 лютого 1888      | 12 лютого 1981    |
| 20 березня 1949   |            | Елджернон Вілліс            | 17 травня 1889     | 12 квітня 1976    |
| 22 квітня 1952    |            | Артур Пауер                 | 12 квітня 1889     | 28 січня 1960     |
| 1 червня 1952     |            | Філіп Віан                  | 15 липня 1894      | 27 травня 1968    |
| 15 січня 1953     |            | Герцог Единбурзький         | 10 червня 1921     | 9 квітня 2021     |
| 1 травня 1953     |            | Родерік Макґріґор           | 12 квітня 1893     | 3 грудня 1959     |
| 22 квітня 1955    |            | Джордж Крізі                | 13 жовтня 1895     | 31 жовтня 1972    |
| 22 жовтня 1956    |            | Луїс Маунтбеттен            | 25 червня 1900     | 27 серпня 1979    |
| 10 травня 1960    |            | Чарльз Ламбе                | 20 грудня 1900     | 29 серпня 1960    |
| 23 травня 1962    |            | Каспар Джон                 | 22 березня 1903    | 11 липня 1984     |
| 12 серпня 1968    |            | Варіл Бегг                  | 1 жовтня 1908      | 13 липня 1995     |
| 30 червня 1970    |            | Майкл Ле Фану               | 2 серпня 1913      | 28 листопада 1970 |
| 12 березня 1971   |            | Пітер Гілл-Нортон           | 8 лютого 1915      | 16 травня 2004    |
| 1 березня 1974    |            | Майкл Поллок                | 19 жовтня 1916     | 27 вересня 2006   |
| 9 лютого 1977     |            | Едвард Ешмор                | 11 грудня 1919     | 28 квітня 2016    |
| 6 липня 1979      |            | Теренс Левен                | 19 листопада 1920  | 23 січня 1999     |
| 1 грудня 1982     |            | Генрі Ліч                   | 18 листопада 1923  | 26 квітня 2011    |
| 2 серпня 1985     |            | Джон Філдхауз               | 12 лютого 1928     | 17 лютого 1992    |
| 12 квітня 1988    |            | Олаф V                      | 2 липня 1903       | 17 січня 1991     |
| 25 травня 1989    |            | Вільям Ставлі               | 10 листопада 1928  | 13 жовтня 1997    |
| 2 березня 1992    |            | Джуліан Освальд             | 11 серпня 1933     | 19 липня 2011     |
| 10 липня 1995     |            | Бенджамін Батерст           | 27 травня 1936     |                   |
| 16 червня 2012    |            | Чарльз III                  | 14 листопада 1948  |                   |
| 13 червня 2014    |            | Майкл Бойс                  | 2 квітня 1943      | 6 листопада 2022  |

Позначення